# Богушівська Мар'янівка
Богушівська Мар'я́нівка — село в Україні, у Луцькому районі Волинської області. Входить до складу Рожищенської міської громади. Населення становить 63 особи.

## Географія
Село розміщене на правому березі річки Стохід.

## Історія
12 червня 2020 року, згідно з розпорядженням Кабінету Міністрів України  № 708-р, село увійшло до складу Рожищенської міської громади.
19 липня 2020 року, в результаті адміністративно-територіальної реформи та ліквідації Рожищенського району, село увійшло до складу новоутвореного Луцького району.

## Населення
Згідно з переписом УРСР 1989 року чисельність наявного населення села становила 96 осіб, з яких 39 чоловіків та 57 жінок.
За переписом населення України 2001 року в селі мешкала 61 особа. 100 % населення вказало своєю рідною мовою українську мову.